# Metamorphosis (Papa Roach)
Metamorphosis è il sesto album in studio della band alternative metal statunitense Papa Roach, pubblicato il 24 marzo 2009 dall'etichetta discografica Interscope Records. Il disco è stato registrato negli NRG Recording Studios in California.

## Il disco
Il disco doveva uscire sotto il nome di Days Of War And Nights Of Love in un primo momento, ma il nome è stato poi cambiato in Metamorphosis. È il primo disco registrato con il nuovo batterista Tony Palermo, che ha sostituito l'ex Dave Buckner. Alcune canzoni presenti in questo album sono state suonate live durante il Cruefest alcuni mesi prima dell'uscita effettiva dell'album; ne sono un esempio Lifeline, Change or Die e I Almost Told You That I Loved You. Il 26 ottobre 2008 esce il primo videoclip e quindi primo singolo di Metamorphosis: Hollywood Whore, disponibile digitalmente su iTunes Store dal 25 novembre. Il secondo singolo scelto è Lifeline, che viene messo in vendita dal 10 febbraio 2009. Il suo video esce successivamente ed è stato registrato a Long Beach in California. La canzone Into the Light vanta la collaborazione di Mick Mars, chitarrista dei Mötley Crüe.
Il disco debutta alla numero 8 della classifica Billboard 200 con 44 000 copie vendute nella prima settimana. Mentre nel gennaio 2010, a quasi un anno dall'uscita ufficiale, il disco ha venduto 457 236 copie nei soli Stati Uniti, raggiungendo quasi il traguardo del disco d'oro.

### Stile e influenze
Il disco, come si può intendere dal titolo, rappresenta una sorta di metamorfosi definitiva della band. Sono lontani i suoni nu metal che hanno accompagnato la formazione di Sacramento per i primi anni della loro carriera e ora i quattro ragazzi sono entrati definitivamente nel mondo dell'hard rock a tutti gli effetti.
Lo stile del disco è per l'appunto un miscuglio tra l'hard rock dei nuovi Mötley Crüe e dei Buckcherry, il classico suono alternative rock e alternative metal della band, e anche a qualche ventata di rock anni ottanta; su tutte Into the Light, Change or Die, I Almost Told You That I Loved You e State Of Emergency.
Ci sono pezzi più ricercati e più maturi e non mancano anche alcune tracce tipicamente da "rock radio" come il singolo Lifeline.

## Tracce
1. Days of War – 1:25
2. Change or Die – 3:19
3. Hollywood Whore – 3:54
4. I Almost Told You That I Loved You – 3:12
5. Lifeline – 4:18
6. Had Enough – 4:02
7. Live This Down – 3:36
8. March Out of the Darkness – 4:22
9. Into the Light – 3:28
10. Carry Me – 4:26
11. Nights of Love – 5:16
12. State of Emergency – 5:07

### UK Edition
1. She Loves Me Not (Live in Chicago) – 3:45
2. Broken Home (Live in Chicago) – 3:48

### Japan Edition
1. She Loves Me Not (Live in Chicago) – 3:45
2. Broken Home (Live in Chicago) – 3:48
3. Last Resort (Live in Chicago) – 6:31

### Japan Bonus DVD
1. Hollywood Whore (Videoclip) – 4:06
2. Lifeline (Videoclip) – 4:08
3. Forever (Videoclip) – 4:14

## Formazione
- Jacoby Shaddix - voce
- Jerry Horton - chitarra
- Tobin Esperance - basso
- Tony Palermo - batteria